# Зони льодоутворення

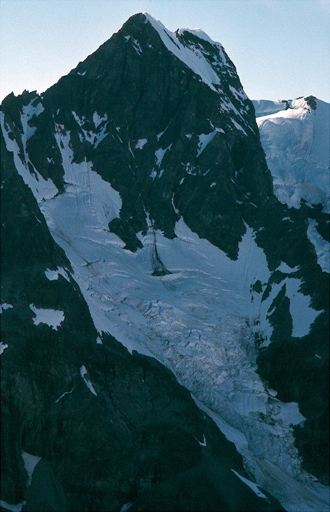

Зони льодоутворення — ділянки на льодовиках, де інтенсивність і хід льодоутворення різні, що призводить до неоднакової будови фірново-льодової товщі і різної швидкості перетворення фірна на кригу.

## Характеристика зон
- Рекристалізаційна зона (сніжна зона)

Танення відсутне, льодоутворення відбувається лише шляхом осідання і рекристалізації. Товщина фірна 50-150 м. Нижню межу зони називають лінією сухого снігу і вона відповідає середній річній температурі повітря близько -9 °C і середній річній температурі близько -25 °C. Поширена у внутрішній  Антарктиді вище 900—1500 м н.р.м., в північній половині  Гренландского льодовикового покриву (вище 2000-3000 м) і на найвищих гірських піках (на Памірі вище 6200 м).
- Рекристалізаційна зона (сніжно-фірнова зона)

Танення охоплює менше 0,1 відкладеного протягом року снігу. Тала вода цілком замерзає всередині річного шару і льодоутворення протікає в основному шляхом осідання і рекристалізації. Товща фірна 20-100 м. Нижню межу зони називають лінією насичення, так як на ній відбувається промочування всього річного шару снігу. Зустрічається на периферії  Антарктичного льодовикового покриву (між 500 і 1100 м над р.м.), в південній частині і на периферії  Гренландского льодовикового покриву (на висотах 2000-3000 м на півдні і 1000—2000 м на півночі), на окремих острівних  льодовикових куполах і гірських піках (на Памірі вище 5800 м.
- Холодна інфільтраційно-рекристалізаційна зона (холодна фірнова зона)

Талої води досить для водовіддачі з річного шару. Вона йде у нижні шари, де замерзає, а при великих ухилах частково йде у стік (субхолодна підзона). Товщина фірна з великими крижаними прошарками тільки до 10-20 м, температура льодовика негативна. Льодоутворення відбувається на 2/3 за рахунок інфільтрації і на 1/3 — осідання і рекристалізації. Широко поширена в горах з  континентальним кліматом і на острівних  льодовикових куполах, а на материкових  льодовикових покривах займає тонку крайову смугу.
- Тепла інфільтраційно-рекристалізаційна зона (тепла фірнова зона)

Запасу холоду не вистачає для замерзання талої води, обсяг якої дорівнює 0,4-0,7 річної акумуляції снігу. Відбувається інтенсивний стік, а льодоутворення йде в рівній мірі за рахунок інфільтраційного замерзання і осідання з рекристалізацією. Товщина фірна з тонкими крижаними прошарками 20-40 м, температура льодовика дорівнює  температурі плавлення. Широко поширена в горах і на острівних  льодовикових куполах з  морським кліматом.
- Інфільтраційна зона (фірново-крижана зона)

Тут талої води більше 0,5 річного накопичення снігу, тобто обсягу пор в річному залишку, але фірн зберігається за рахунок накопичень попередніх років в вищерозміщений зоні льодовика (які перемістилися сюди в результаті руху льодовика) або фірн залишається від минулих більш холодних і сніжних років. Товщина фірна менше 10 м, а часто менше 5 м, льодоутворення в основному інфільтраційне. Зона завжди оточує знизу інші фірнові зони або існує самостійно внаслідок змін клімату в період утворення або зникнення цих зон. Широко поширена в даний час, може опуститися нижче  межі живлення льодовика в  область абляції в разі великої початкової товщини фірна, значній швидкості руху і великих ухилах льоду, особливо при інтенсивній акумуляції.
- Інфільтраційно-конжеляційна зона (зона крижаного живлення)

Усі пори річного залишку заповнюються інфільтраційним льодом. Танення перевищує 0,5 акумуляції, запас холоду більше потрібного для інфільтраційного замерзання у всьому обсязі пор річного залишку, сніг перетворюється на монолітний лід (накладений лід) протягом одного періоду абляції, минаючи стадію фірна. Розташовується між  фірновою лінією і  межею живлення льодовика. Зона існує при малих ухилах поверхні, малій акумуляції снігу, малих швидкостях руху льоду, тобто в умовах  континентального клімату.